# Yacht Club de France
Lo Yacht Club de France è uno dei più importanti yacht club in Francia. La sede del club è in avenue Foch a Parigi.

## Storia

I soci del club detengono una bandiera nazionale specifica per imbarcazioni da diporto

Il Club fu fondato nel 1867 sotto l'alto patronato dell'imperatore Napoleone III e la presidenza del ministro della marina, l'ammiraglio Charles Rigault de Genouilly.
Nel 1891 fu fondato un altro club, l'Union des Yachts Francais, Société d'Encouragement pour la Navigation de Plaisance. 
Nel 1907 i due club si unirono e furono così riconosciuti dalla International Yacht Racing Union, l'odierna International Sailing Federation.
Fra i soci illustri figurano Jules Verne, Jean-Baptiste Charcot, il duca Jean Decazes, Éric Tabarly.

## Eventi sportivi
Lo Yacht Club de France ha organizzato diversi eventi e regate a livello internazionale.
Tra le tante competizioni si ricorda la Giraglia Rolex Cup, organizzata insieme allo Yacht Club Italiano: la regata parte da Saint-Tropez, passa per Giraglia (il punto più a nord della Corsica), per arrivare a Genova.